# Gloria Macapagal Arroyo
María Gloria Macapagal y Macaraeg de Arroyo  (San Juan del Monte, isla de Luzón; 5 de abril de 1947) es una política filipina. Fue la 14.º presidenta de Filipinas desde el 20 de enero de 2001 (reelegida en 2004) hasta 30 de junio de 2010. 
Macapagal Arroyo es la hija del expresidente Diosdado Macapagal (presidente de la República en 1961-1965 y fallecido en 1997) y de Evangelina Macaraeg. Llegó a ser la presidenta en 2001 durante Revolución de EDSA II que desplazó a Joseph Estrada en medio de acusaciones de extensa corrupción. Arroyo fue reelegida en 2004, derrotando al principal líder de la oposición filipina, Fernando Poe Jr.
Es la decimocuarta presidente de Filipinas y la segunda mujer en ocupar el cargo después de Corazón Aquino (1986-1992). En ese entonces también era la tercera mujer elegida presidenta en Asia, luego de la srilankesa Chandrika Kumaratunga. En el año 2005, fue mencionada en la revista Forbes como la cuarta mujer más poderosa del mundo. Declarada admiradora de Margaret Thatcher. Ha sido galardonada con el Premio Internacional Don Quijote 2009.

## Vida personal
Casada con José Miguel Arroyo desde 1968, tiene tres hijos: Juan Miguel (1969), Evangelina Lourdes (1971), y Diosdado Ignacio José María (1974).

## Primeros años
Cursó su educación elemental y secundaria en el convento de la Asunción, y se graduó como valedictorian en 1964. Obtuvo su bachillerato de artes y economía por la Universidad de la Asunción, graduándose magna cum laude en 1968.
Posteriormente, estudió en la Universidad de Georgetown por el servicio para extranjero, en Washington D. C. donde era compañera de clase del expresidente estadounidense Bill Clinton.
Tras volver a Filipinas, Gloria Macapagal se licenció en economía por la Universidad Ateneo de Manila, obteniendo su doctorado por la Universidad de Filipinas en Dilimán.
Ejerció la docencia entre 1977 y 1987, principalmente en la Universidad de Filipinas y en la Universidad del Ateneo de Manila.

## Inicios en la política
En 1986, ingresó en la política a través del gobierno de Corazón Aquino. Su cargo fue el de directora de la Junta de Exportación de Manufacturas Textiles. Tras su gestión, fue designada dentro de una de las subsecretarias del Ministerio de Comercio e Industria.
En 1992, fue elegida senadora y reelecta en 1995. Su partido era el derechista LDP, que posteriormente se transformaría en aliado del partido de Fidel Ramos, el LE-NUCD.
Se enemistó con el líder de su partido Edgardo Angara en 1996, cuando Angara decidió separarse de la coalición de gobierno. Macapagal, formó entonces su propio partido, KAMPI, con el que formó alianza con otros partidos de derecha.

## Vicepresidencia (1998-2001)
Fue elegida candidata a vicepresidente por la coalición para las elecciones del 11 de mayo de 1998, por las que sería electa por un período de seis años, junto a Joseph Estrada, que ocupó la presidencia.
Joseph Estrada la designó Ministro de Bienestar social y desarrollo, desde la que desarrolló las políticas del gobierno para combatir la pobreza.
Tras la decadencia política de Estrada, desprestigiado por acusaciones de corrupción e incapacidad. Arroyo renunció a su puesto de Ministro el 12 de octubre de 2000, liderando la oposición a Estrada, y postulándose para la presidencia.

## Presidencia (2001-2010)
El 20 de enero de 2001, el Tribunal Supremo de Filipinas declaró el cargo de presidente vacante, por lo que Arroyo juró como presidenta.

### Primer período presidencial (2001-2004)
Arroyo prestó juramento como presidente de Filipinas hasta el año 2004, declarando como objetivos principales de su gobierno la lucha contra la corrupción y el nepotismo-amiguismo político. El país se mantuvo dividido entre los partidarios de Estrada y los partidarios de Arroyo. Estrada continuaba teniendo apoyo dentro de las clases populares de Filipinas.
En el aspecto económico se caracterizó por una gestión liberal y un manejo austero del presupuesto. Una de sus primeras órdenes como presidente fue su establecer la prohibición a los miembros de su familia de establecer tratos económicos con oficiales del Gobierno. Intentó promover el turismo en filipinas.
El 2 de marzo, el Tribunal Supremo confirmó la legitimidad del gobierno, y no dio lugar a los reclamos de Estrada, comprometido con denuncias en su contra.
En julio de 2003, el Frente de Liberación Islámica firmó un acuerdo de alto el fuego con el gobierno filipino, para la negociación de la paz de manera formal.
Su política social se caracterizó por ser conservadora, por lo que contó con el apoyo de la Iglesia católica.

### Rebeliones contra su gobierno
El 1 de mayo de 2001, miles de seguidores de Estrada marcharon contra el palacio presidencial, e intentaron un golpe de Estado, con el objetivo de reponer en la presidencia al expresidente. Estrada se encontraba, en aquel momento, arrestado en una celda especial, construida por orden del Gobierno, en el Fuerte de Santo Domingo, 45 kilómetros al sur de Manila, desde donde pidió calma a los manifestantes
Arroyo decretó el estado de rebelión por cinco días, lo que permitió al gobierno arrestos de sospechosos por tiempo indeterminado. Durante la represión, murieron algunos manifestantes y un centenar resultó herido. Resultó detenido, por otra parte, el líder de la oposición de entonces, Juan Ponce Enrile.

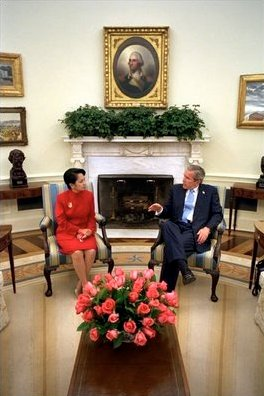
Arroyo con el presidente de los Estados Unidos George W. Bush el 19 de mayo de 2003.

El 26 de julio de 2003, un grupo de 300 oficiales militares exigió la renuncia de la presidenta, acusándola de corrupción. Los militares se denominaron a sí mismos "Magdalo", el mismo nombre elegido en el siglo XIX por un grupo de filipinos revolucionarios que luchó contra España.
Macapagal declaró un nuevo estado de rebelión, y 17 horas después, el intento de golpe militar fue sofocado. Sin embargo, el ministro de Defensa debió renunciar, y continuaron existiendo manifestaciones contra el gobierno. La presidenta restableció la pena de muerte, bajo la explicación del aumento del número de secuestros.

### Segundo período presidencial (2004-2010)

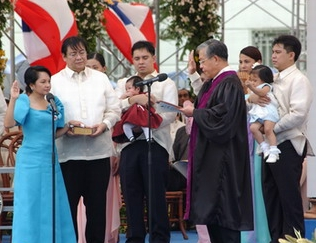
Arroyo jura como presidenta por segunda vez el 30 de junio de 2004.

El 10 de mayo de 2004, se presentó para su reelección como presidenta, compitiendo contra el actor de cine Fernando Poe, Jr., a quien venció obteniendo casi un millón de votos más. Poe Jr es íntimo amigo de Joseph Estrada.
Arroyo obtuvo en las urnas 12,5 millones de votos, mientras que su compañero de candidatura, Noli de Castro, obtuvo la Vicepresidencia con más de 15 millones de sufragios. La oposición denunció un fraude masivo en las elecciones, por lo que la propia Arroyo impulsó la creación que investigaría el presunto fraude electoral.

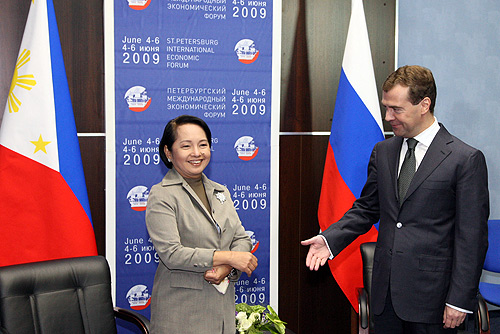
Arroyo con su homólogo ruso Dmitri Medvédev en junio de 2009.

El 24 de febrero de 2006, Arroyo declaró el estado de emergencia, bajo el pretexto de un presunto intento de golpe de Estado, por lo que unas diez mil personas participaron de una manifestación contra la medida. El ministro de Justicia, Raúl González, declaró que los organizadores de esas manifestaciones serán acusados de incitar a la sedición. Los opositores reclaman la renuncia de la presidenta.

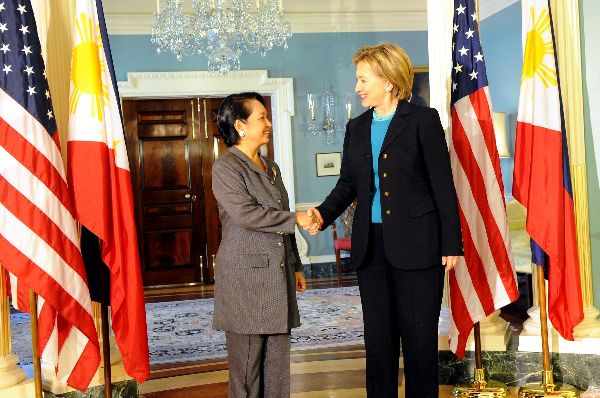
Arroyo con la secretaria de estado de los Estados Unidos en febrero de 2009.

El 24 de junio de 2006, abolió la pena de muerte.

## Premios y reconocimientos
Es miembro de la Academia Filipina de la Lengua Española. Y ha sido galardonada con el Premio Internacional Don Quijote 2009, junto con Mario Vargas Llosa.

"...Personalmente, y de la benéfica influencia de mi familia y de la familia de mi marido, siempre he sentido que la lengua española ha sido algo integrante en mi propia personalidad. Porque, también, siempre he estado convencida de que la lengua española forma parte de nuestra personalidad nacional filipina..."

"...Nuestros héroes nacionales, empezando por el Dr. José Rizal, fueron capaces de expresar su amor por Filipinas en español. En español se promulgó la primera Constitución. En español escribió José Palma nuestro precioso Himno Nacional. En español se construyó una enorme parte de la personalidad nacional de Filipinas, y esto es algo por el que los filipinos de hoy, debemos sentirnos orgullosos..."
Discurso pronunciado durante la ceremonia de ingreso como miembro numerario de la Academia Filipina.